# Gunpoint (videogioco)
Gunpoint è un videogioco stealth ideato da Tom Francis. Disponibile per Windows, OS X e Linux, il titolo ha ricevuto numerose critiche positive come videogioco indipendente.

## Trama
Una spia industriale di nome Richard Conway ha messo le mani su un dispositivo in grado di fargli compiere grossi salti senza ferirsi. Tuttavia l'uso di questo strumento non solo gli permette di assistere all'omicidio di uno dei dipendenti dell'azienda che sta spiando, ma finisce indagato e costretto a dimostrare la sua innocenza.

## Modalità di gioco
Gunpoint ha una visuale bidimensionale che garantisce una visuale dell'intera sezione degli edifici. Oltre a saltare, il protagonista può rompere le finestre ed utilizzare ascensori o scale. Dopo alcune missioni è possibile utilizzare il Crosslink che permette di modificare i collegamenti tra interruttori, luci, porte, telecamere o altri sensori.
Il videogioco presenta inoltre un editor di livelli.